# Compañía de Cazadores de Monte 17
La Compañía de Cazadores de Monte 17 (Ca Caz Mte 17) es una subunidad independiente de tropas de operaciones especiales del Ejército Argentino con asiento de paz en Tartagal (SA) y con dependencia orgánica de la III Brigada de Monte.

## Reseña
La subunidad independiente de cazadores de monte realiza habitualmente actividades operacionales en el ambiente geográfico particular de monte junto a los elementos de la III Brigada de Monte, conduciendo la adaptación al monte y la formación del cazador de monte. Además proporciona apoyo a la comunidad en las zonas rurales de la provincia de Salta.
A finales de 2023 participó de un ejercicio militar conjunto de apoyo aéreo cercano en la provincia de Salta junto con los aviones Embraer EMB-312 Tucano de la Fuerza Aérea Argentina y el Regimiento de Infantería de Monte 28 del Ejército Argentino.